# Бейра-Ріу
Ешта́діу Жозе́ Піне́йру Бо́рда (порт. Estádio José Pinheiro Borda), більш відомий як «Ештадіу Бейра-Ріу» (порт. Estádio Beira-Rio) — футбольний стадіон у Порту-Алегрі, Бразилія. Є домашньою ареною клубу «Інтернасьйонал». Тут проходили матчі Чемпіонату світу з футболу 2014.